# Septembre 1859

## Événements
- 7 septembre : Gabriel García Moreno, désigné par l’Assemblée constituante comme caudillo de l’Équateur (fin en 1875), impose une dictature catholique en Équateur.

- 9 septembre : incendie de la Cathédrale Notre-Dame de Grâce de Cambrai

- 14 septembre, Portugal, chemin de fer : José de Salamanca crée la Companhia Real dos Caminhos de Ferro Portugueses (CRP).

- 15 septembre : Deutsche Nationalverein (Association nationale) en Allemagne fondé à Francfort par les libéraux et les démocrates dans le but de sensibiliser les milieux populaires à l’idée d’une patrie allemande au-dessus des particularismes.

- 16 septembre : l'explorateur britannique David Livingstone, lors de sa grande exploration au Mozambique entre 1858 et 1864 découvre l'immense lac Nyassa (lac Malawi) d'une surface de 26 000 km2 (45 fois le lac Léman).

- 20 septembre : début du règne de Sadok Bey, bey de Tunis (fin en 1882).
  - Les grands travaux entrepris par le souverain s'accompagnent d'impôts plus lourds et plus nombreux et obligent le bey à réclamer des crédits qu'il ne peut rembourser.

- 22 septembre, France, chemin de fer : mise en service de la ligne de Vincennes entre la gare de la Bastille et la gare de La Varenne - Chennevières.

## Naissances
- 3 septembre : Jean Jaurès, homme politique français († 31 juillet 1914).
- 17 septembre : Frank Dawson Adams, géologue canadien († 26 décembre 1942).

## Décès
- 15 septembre : Isambard Kingdom Brunel, ingénieur anglais concepteur du Great Eastern (° 1806).